# Чень Жолінь
Чень Жолінь  (кит.: 陈若琳, 12 грудня 1992) — китайська стрибунка у воду, п'ятиразова олімпійська чемпіонка.

## Виступи на Олімпіадах
| Олімпіада   | Дисципліна                | Місце |
| ----------- | ------------------------- | ----- |
| Пекін 2008  | вишка                     | 1     |
| Пекін 2008  | синхронні стрибки з вишки | 1     |
| Лондон 2012 | вишка                     | 1     |
| Лондон 2012 | синхронні стрибки з вишки | 1     |
| Ріо 2016    | синхронні стрибки з вишки | 1     |